# Cratere Tussaud
Tussaud è un cratere sulla superficie di Venere. Deve il proprio nome alla scultrice francese Marie Tussaud (1761–1850), fondatrice dell'omonimo museo di cere.